# كريستوفر باباس (سياسي من جنوب إفريقيا)
كريستوفر جون باباس

(بالإنجليزية: Christopher John Pappas)‏ (من مواليد 26 أغسطس 1991) هو سياسي من جنوب أفريقيا ورئيس بلدية أومنغيني. وهو عضو في حزب التحالف الديمقراطي، وكان نائب زعيم الحزب الإقليمي منذ عام 2021. عمل باباس كعضو في مجلس مدينة إثيكويني من عام 2016 حتى عام 2019 وكعضو حزب التحالف الديمقراطي في الهيئة التشريعية لكوازولو ناتال من 2019 إلى 2021. وهو مثلي الجنس علنا ومخطوب من شريكه جي بي برينسلو.

## النشأة والتعليم
باباس من نهر مواي وله أخت. التحق بمدرسة وكلية تريفرتون الإعدادية ثم كلية هيلتون، وحصل على شهادة الثانوية العامة في عام 2009. اتصل به حزب كونغرس الشعب للترشح لمجلس تمثيلي الطلاب تحت رايتهم أثناء دراسته للتخطيط الإقليمي والمدينة في جامعة بريتوريا. وافق وانتُخب بعد ذلك عضوًا في المجلس التمثيلي الطلابي بالجامعة. شغل باباس منصب الرئيس المؤقت للهيئة الطلابية في مرحلة واحدة. تابع بعد تخرجه في عام 2013 دراسة درجة ماجستير الإدارة العامة في إدارة الحكومة المحلية في جامعة والدن.

## المسار المهني
عمل باباس قبل دخوله السياسة كخبير اقتصادي للتنمية في «إربان-إيكون». بعد انضمامه إلى حزب التحالف الديمقراطي، كان مدير حملة الحزب في الانتخابات العامة 2014 في كوازولو ناتال.
تم انتخابه كمستشار الحي 31 في بلدية إيثيكويني الكبرى في عام 2016. تعرض في أغسطس 2018 لانتقادات لأنه وصف المدينة بأنها «قذرة وخطيرة».
تم انتخاب باباس في مجلس كوازولو ناتال التشريعي في انتخابات المقاطعات في مايو 2019. وعُيِن المتحدث للزراعة باسم التحالف الديمقراطي.
عُيِن باباس في يناير 2021 المتحدث باسم الحزب للحكم التعاوني والشؤون التقليدية، ليحل محل مبالي نتولي. تم انتخابه في 27 مارس 2021 نائباً للزعيم الإقليمي للتحالف الديمقراطي في كوازولو ناتال، متغلبًا على هلنغيوي شوزي وسامير سينغ.

## رئيس بلدية أومنغيني
ٱعلن في 11 سبتمبر 2021 عن باباس كمرشح رئيس بلدية لبلدية أومنغيني المحلية قبل انتخابات الحكومة المحلية في نوفمبر 2021. أصبحت أومنغيني أول بلدية ذات أغلبية للتحالف الديمقراطي في كواززلو ناتال، في حملة باباس «الحماسية».
حاولت المديرة البلدية لحزب المؤتمر الوطني الأفريقي الموقوفة ثيمبيكا سيبان رئاسة الاجتماع الافتتاحي للمجلس في 12 نوفمبر 2021. اعترض أعضاء حزب التحالف الوطني على ترؤسها للاجتماع في قاعة المجتمع هوويك-واست ورفضوا المشاركة متعللين بأن ذلك سيكون غير قانوني. بعد ذلك انسحب أعضاء حزب التحالف الوطني من الاجتماع. أدى باباس وأعضاء المجلس عن حزب التحالف الوطني الآخرون اليمين أمام محكمة هويك في وقت لاحق من ذلك اليوم. قدم حزب التحالف الوطني في 17 نوفمبر أوراق المحكمة لإجبار القائم بأعمال مدير البلدية سانديا بوثيليزي، للدعوة إلى أول اجتماع للمجلس لانتخاب قيادة البلدية. حكمت المحكمة العليا في بيترماريتسبورغ لصالح حزب التحالف الوطني وأمرت بوثيليزي بعقد اجتماع للمجلس. تم انتخاب باباس رئيسا للبلدية، ليصبح أول رئيس بلدية في كوازولو ناتالو من ذلك الحزب، وهو أول رجل مثلي الجنس يتم انتخابه رئيسا لبدية في جنوب أفريقيا وعبر قارة أفريقيا.

## الحياة الشخصية
باباس مثلي الجنس علنا. وهو مخطوب من شريكه جاي بي برينسلو، عضو مجلس سابق من إثيكويني عن حزب التحالف الوطني. وهو يتحدث اللغتين الزولوية والإنجليزية بطلاقة.